# Elaphria detrecta
Elaphria detrecta là một loài bướm đêm trong họ Noctuidae.